# Fejér
Fejér er en af de 19 provinser i Ungarn. Provinsen har et areal på 4.359 kvadratkilometer, og et indbyggertal (pr. 2001) på ca. 434.000. 
Fejérs hovedstad er Székesfehérvár, der også er provinsens største by.
- Det Hollandske Hus i Festetich-slotte, Dég, Fejér
- Godset Jankovich i Rácalmás, Fejér

- Wikimedia Commons har flere filer relateret til Fejér

47°10′N 18°35′Ø / 47.17°N 18.58°Ø